# Armando Palacio Valdés

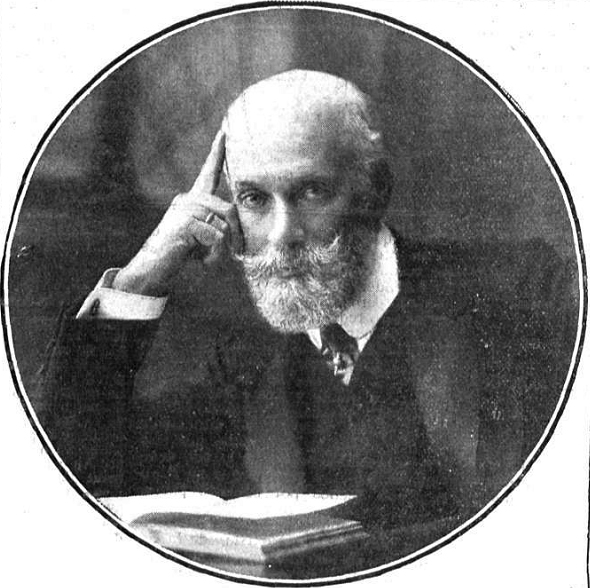
Armando Palacio Valdés.

Armando Palacio Valdés (* 4. Oktober 1853 in Entralgo, Asturien; † 29. Juli 1938 in Madrid) war ein spanischer Schriftsteller und Literaturkritiker des Realismus des 19. Jahrhunderts.
Er war einer der bekanntesten spanischen Schriftsteller seiner Zeit. Er schrieb über 20 Romane, von denen einige als Meisterwerke gelten. Er schrieb ferner Erzählungen und historische und literaturkritische Essays. Ab 1906 war er Mitglied der Real Academia Española.

## Werke
- Semblanzas literarias (1871)
- Los oradores del Ateneo (1878)
- El nuevo viaje al Parnaso (1879)
- La literatura en 1881 (mit Leopoldo Alas, 1882)
- El señorito Octavio (1881)

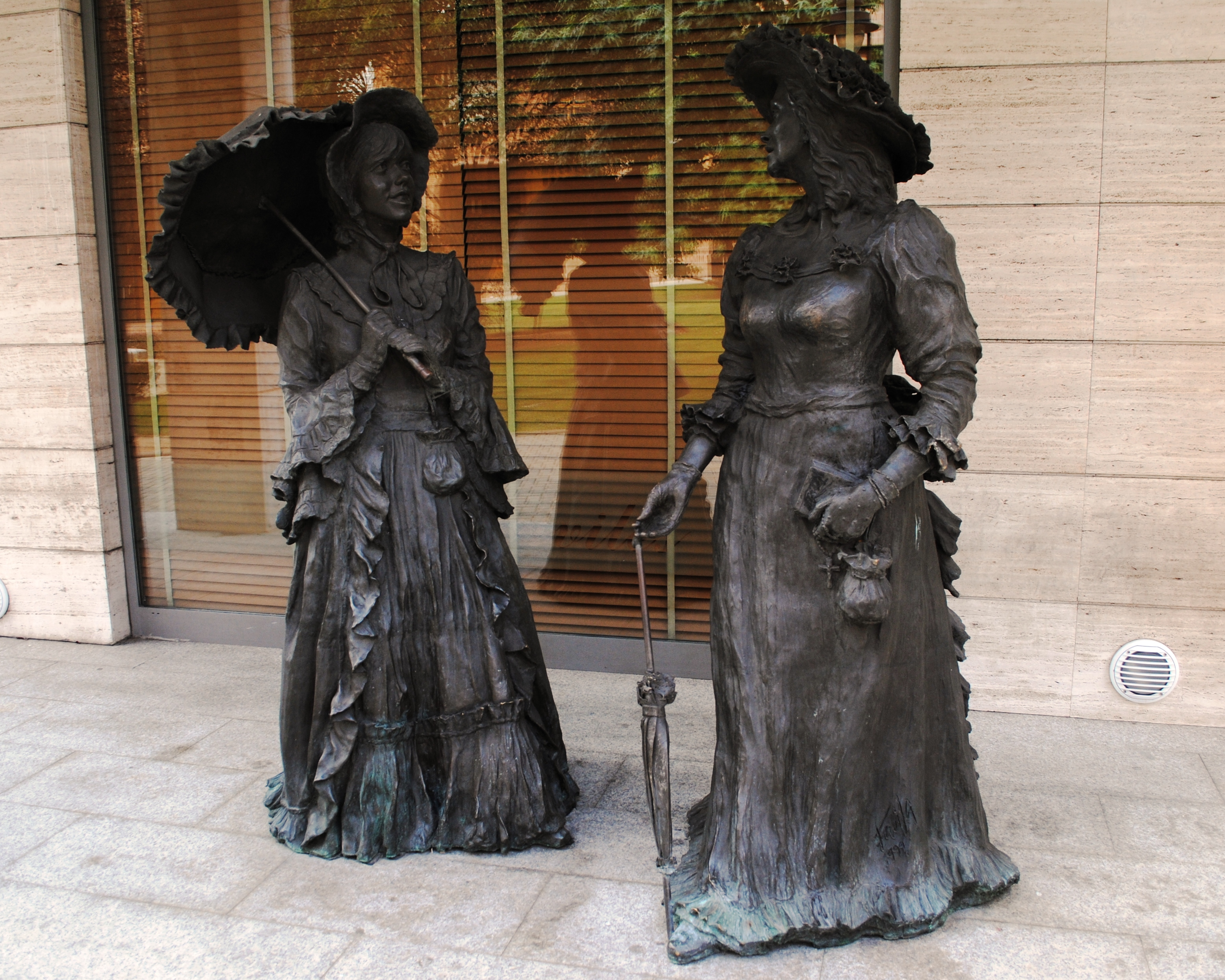
Marta y María.

- Marta y María (1883), deutsch Marta und Maria (1930, Übers. Elli Lindner), Verlagsanstalt Benziger
- Aguas fuertes (1884)
- El idilio de un enfermo (1884)
- José (1885)
- Riverita (1886)
- Maximina (1887)
- El cuarto poder (1888)
- La hermana San Sulpicio (1889), deutsch Die Andalusierin (1955, Übers. Gerhard Wolf u. Hans König), List-Verlag
- La espuma (1890)
- La fe (1892), deutsch Der Glaube (1930, Übers. Albert Cronan), Moderner Dresdner
- El maestrante (1893)
- El origen del pensamiento (1893)
- Los majos de Cádiz (1896)
- La alegría del capitán Ribot (1899), deutsch Kapitän Ribots Freude (1944, Übers. ?), Verlag Karl H. Bischoff
- La aldea perdida (1903)
- Tristán o el pesimismo (1906)
- Los papeles del doctor Angélico (1911)
- Años de juventud del doctor Angélico (1918)
- La novela de un novelista (1921)
- Cuentos escogidos (1923)
- La hija de Natalia (1924)
- El pájaro en la nieve y otros cuentos (1925)
- Santa Rogelia (1926), deutsch Santa Rogelia (1930, Übers. August Rüegg), Verlagsanstalt Benziger
- Los cármenes de Granada (1927)
- Testamento literario (1929)
- Sinfonía pastoral (1931)
- El gobierno de las mujeres (1931)
- Obras completas (1935)
- Álbum de un viejo (1940)